# Ivica Čuljak
Ivica Čuljak vagy művésznevein Satan Panonski, Kečer II. (Cerić, 1960. június 4. – Vinkovci, 1992. január 27.) horvát punkénekes, költő.

## Életpályája
A '80-as években hódító YugoPunk egyik meghatározó alakja, aki sajátos, önkínzó előadásmódjával lett közismert a jugoszláv punkzenei életben, mivel koncertjeit a vér jellemezte: a fejéhez vágott egy sörösüveget, majd pedig az egyik szilánkkal szétvágta a mellkasát és mindezek után tovább folytatta előadását. Sokan GG Allinhez hasonlítják, aki szintén ezzel az egyedi zeneművészeti ággal lett ismert.
1980-ban a Pogreb X frontembere lett, de négy évvel később szólókarrierbe kezdett (ekkor vette fel a Satan Panonski nevet). Innentől kezdve egyre nagyobb hírnevet szerzett magának. Részben azért, mert nyíltan vállalta homoszexualitását (előfordult, hogy műsorelemként a színpadon csókolózott egy „beépített” férfival) és ezt nem sokan vállalták fel akkoriban.
1991 végéig több albumot is kiadott (pl.: Bombardiranje New Yorka, Nuklearne Olimpijske Igre, Kako je punker branio Hrvatsku) és rengeteg verset írt. Koncertezett többek között Szarajevóban és Belgrádban, mígnem 1991-ben kitört a délszláv háború és behívták a horvát hadseregbe.
1992-ben halt meg máig tisztázatlan körülmények között Vinkovciban. Egyes források szerint az egyik bajtársa szándékosan agyonlőtte, mondván, hogy megszabadítja Horvátországot a Sátántól, mások szerint pedig szerb katonák lőtték le január 27-én. Művészetéből több mai előadó is merített, mint például Dekubitus (eredetileg Sven Skamina).

## Külső hivatkozások
- https://www.youtube.com/watch?v=1x4SuWCyPw4
- https://www.youtube.com/watch?v=p492-ZfSsvI
- https://www.youtube.com/watch?v=BPHjiuhsi20
- https://www.youtube.com/watch?v=2mewi4wL0K8